# 村山晋一郎
村山 晋一郎（むらやま しんいちろう、1968年 - ）は、日本の作曲家、編曲家、音楽プロデューサー、レコーディング・エンジニア、翻訳家。神奈川県川崎市出身。
少年時代をアメリカで過ごし、本場のR&Bを体験する。啓明学園高等学校、帝京大学卒業。バンド活動や宅録活動を続け、20代後半のときにポニーキャニオンに送ったデモテープをきっかけに、プロの音楽家に転向。R&B、ダンス・ミュージック、バラードなど幅広いジャンルで活動。
自らもアルバムを制作、ボーカリストとしても活動。2006年にロサンゼルスにて活動の拠点を移し、現地のテレビ番組用劇伴制作、現地インディーズアーティストのプロデュースや新人開発に携わり、当時は日本ではまだ一般的ではなかったコライト形態での現地作家やカナダ、ヨーロッパの作家等との共作活動を展開、同時に日本人アーティスト達のロサンゼルスでのレコーディングのコーディネートや現地に滞在する日本人アーティスト達の制作サポート等を手掛け、2021年に帰国。HI-D、山下絵理とのユニット「Crystal Pop Attraction」の一員としても活動中。

## 主な提供作品 新しい順

### 2025年
- Crystal Pop Attraction：「Falling in Love」
- フレンズ：4thアルバム「テン・シティー」全曲ミックス
- Alice Peralta：「SHE ATE」ミックス、「Be Better」編曲＆ミックス
- ナオト・インティライミ：「Calma」、「美しき恋の詩」ミックス、「カラカラ」、「オレたちの夏」編曲＆ミックス
- The Deity：「KARMA」ミックス
- 百田夏菜子：「わかってるのに」ミックス
- 青山テルマ：「はい？feat.NISHI HIROTO(INI)」編曲＆ミックス

### 2024年
- Alice Peralta：「Be Honest(feat.aimi)」ミックス、「Be Better」編曲＆ミックス
- The Deity：「LIVE or DIE」作編曲＆ミックス
- 北山宏光：「TOTONOTTE」ミックス、「BOW」編曲
- ZANPA：「SUPER KAYOU」、「OTTOTTO」、「SAIAI」編曲
- ナオト・インティライミ：「Funky Music」、「ミコラソン(feat.Novel Core)」、「桜小町(2024 ver.)」ミックス
- HYDE：「BELIEVING IN MYSELF」レコーディングエンジニアリング
- Mintgreen 4eva：「命をかさねて(feat.aile)」作編曲＆ミックス
- ばんばんざい：「くわずぎらい」編曲＆ミックス
- ENGINE：「夜間(feat.グッナイ小形)」編曲＆ミックス
- 宏実 x EDEN KAI：「Bitter/Sweet」編曲＆ミックス
- 長江健次：「Manipulate Me)」、「La vie en rose」編曲
- 青山テルマ：「Where u r」編曲＆ミックス
- Kim Hyun Joong：「Love Again」編曲＆ミックス
- 當山みれい：「願い〜あの頃のキミへ〜」リメイク編曲
- しぃちゃん：「My Everything」編曲＆ミックス

### 2023年
- 黒川沙良：「LOVE」ミックス
- IMP.：「SWITCHing」、「I Got It」編曲
- JAM HEADS：「Tiki Tiki Bang Bang」編曲
- ナオト・インティライミ：「EQ(feat. Rin音）」、「Secret」、「パッキャマラード」、「夕暮れノスタルジー」、「Moonlight」ミックス
- Alice Peralta：「OPEN」編曲、ミックス
- 松本千夏：「Smile In Your Face feat.LITTLE」ミックス
- 長谷川敬夕：「Reflection」ミックス
- キミョウ ナ カンケイ：「AIandI feat.ゆあるx大森靖子」、「少年の可動域 feat.志麻xゆある」、「BRUH LOVE feat.道重さゆみxゆある」ミックス
- セサミストリート：番組放送楽曲「We Belong わたしたちのうた」訳詞
- BENI：「CANDY’23（具島直子「CANDY」カバー）」「Ride On Time(山下達郎カバー)」編曲&ミックス
- TOM CROZAKI：「LIKE I DO」ミックス
- 小関裕太 x 工藤秀平：「ぜんぶ、うそ」ミックス
- Zinee&issei：「たからもの」ミックス

### 2022年
- ナオト・インティライミ：「何度だってLalala」、「You Make My Day」ミックス
- BENI：「君たちキウイ・パパイア・マンゴーだね。」「フライディ・チャイナタウン」カバー編曲&ミックス
- Alice Peralta：「Nightmare」編曲&ミックス
- TOM CROZAKI：「Woo!」ミックス
- DOBERMAN INFINITY：「GOOD DAY」共作曲、編曲&ミックス
- Crystal Pop Attraction（自身のユニット）1stアルバム「Crystal Pop Attraction」：アルバム全曲編曲&ミックス
- 山口紗矢佳：「メキメキ」、「START」編曲
- 富岡愛：「あなたは懐メロ」、「らしくないよね。」、「ぷれぜんと。」レコーディング、ミックス
- Qyoto：「太陽もひとりぼっち -Sun Solitary-」英訳詞、ボーカルレコーディング、ミックス
- 長谷川敬夕：「METROPOLIS DRIVE」編曲&ミックス

### 2021年
- 倉木麻衣：「ONE LOVE」編曲
- ASOBOiSM：「いいやつ」編曲
- Meik：「Super Duper Love」編曲
- Shinn Yamada：「蝶々」、「手紙」、「素直になれずに恋を知る」編曲
- MASA KOHAMA：「Falling for you」、「New Normal」、「SUNRISE」、「Step-in' Out」、「Gypsy(Demo Version)」ミックス&一部シンセ／ドラムプログラミング
- フジタ茉優：「パステルモーニン」、「ESCAPE」、「Débris」、「夢の旅路」編曲、「Aqua Rhythm (feat. 茉里)」ミックス
- きいやま商店：「きいやまのアカサタナ」ミックス、「Chill Chill」、「海に行こう」ミックス
- Alice：「Too Late For Love」ミックス

### 2020年
- AMAOTO：「終わらないLOVE SONG ft. JUQI」編曲
- 奇妙•＜＞•関係：「少年の可動域 feat. 志麻xゆある」、「AIandI feat. ゆあるx大森靖子x大久保薫」ミックス
- ASOBOiSM：「ナイーブ」編曲
- 銀河団：「愛してた」マスタリング
- ナオト・インティライミ：「Ballooooon!!-ワークアウトRemix-」ミックス
- Alice：「Fruit Sundae」EP全曲ミックス、「You Are Mine」EP収録曲6曲ミックス
- 七海ひろき：「Never too late」作編曲&ミックス

### 2019年
- Drum Symphony：「Drum Symphony」アルバム全曲ミックス
- Alice&Lighter109E：「This Is How We Do」ミックス
- MACO：「タイムリミット」編曲
- fumika：「アマリリス」編曲
- 畠中祐：「Addicted」作編曲
- Alice：「MINGO」ミックス

### 2018年
- Alice：「SPOTLIGHT」、「NAMIDA」編曲&ミックス
- ナオト・インティライミ：「ハイビスカス」、「セーフティーゾーン」ミックス
- Meik：「Feeling Good」編曲
- 山下絵理：アルバム「EYE MAKE」全曲、プロデュース、ミックス
- 遊助 ：「しだれ花火」作編曲
- fumika：「Endless Road choir ver.」、「SAY YES」カバー編曲

### 2017年
- ナオト・インティライミ「You are」レコーディング、ミックス
- 青山テルマ：「パンケーキ」編曲
- 後藤勇一郎：「Affinities」編曲&コーラス（「勇晋」名義）
- 遊助：「Only One」作編曲
- 加藤ミリヤ：「Triangle」編曲
- 日下義昭：アルバム「4-Dimensional Sounds for Electric Guitar」全編曲&ミックス
- 當山みれい：「願い〜あの頃のキミへ〜」(童子-T カバー) 編曲

### 2016年
- 松本孝弘：「Drifting」編曲、「Hopes」「Under The Sun」「enigma」「enigma ～epilogue～」 作詞、「Vermillion Palace」「The Voyage」「Dream Drive」「The Rock Show」「Roppongi Noise」プログラミング
- 加藤ミリヤ：「Want You Back」編曲、サウンドプロデュース
- Shinichiro Murayama名義：コンピレーション・チャリティーアルバム「KUMOKO」収録「Silverlining」作編曲&ミックス
- 當山みれい：「MAGIC」編曲
- J☆Dee'Z：「Secret Summer」編曲
- 佐藤広大：「MY ONLY ONE feat.宏実,YUTAKA(Full Of Harmony)」編曲&ミックス
- 佐藤善雄：「My Love」編曲&コーラス
- BENI：「サマーラバーズ」、「花火」、「夏が終わる頃」編曲

### 2015年
- #globe20th -SPECIAL COVER BEST- ：「DEPARTURES / HYDE」ボーカルレコーディング、「Can't Stop Fallin' in Love / 當山みれい」編曲
- 加藤ミリヤ：「リップスティック」編曲
- BENI：「キミノカケラ」編曲
- 山下絵理：「Tasty」編曲、プロデュース、ミックス
- 佐藤善雄：「愛のセレナーデ」、「珊瑚記念日〜35年のキセキ〜(TYPE-K)」編曲＆コーラス、「珊瑚記念日〜35年のキセキ〜(TYPE-M)」作編曲＆コーラス
- MYNAME：「ささくれ」編曲
- Juice=Juice：「Magic of Love（太陽とシスコムーン カバー）」編曲
- 日下義昭：アルバム「3-Dimensional Sounds for Electric Guitar」全曲、補編曲＆ミックス
- J☆Dee'Z：「だいすき（岡村靖幸カバー）」編曲、プロデュース、「Party Up」作詞、作曲、編曲、プロデュース
- YU-A：「HAPPY?」、「DE！！SHO！！YA！！ feat.A.F.R.O」作編曲＆ミックス、「あなたはなにも知らない」、「PURPLE」ミックス
- 清水翔太：「春風」編曲
- 後藤勇一郎：「Glorious Season's Poetry」編曲、コーラス（「勇晋」名義）

### 2014年
- 山下絵理：「Happy Ending」、「KNOCK」編曲＆ミックス
- J☆Dee'Z：「DISCO WINNER」作詞＆作編曲
- 松本梨香 with J☆Dee'Z：「V(ボルト)」カバー編曲
- 當山みれい：「I'll Be There(Jackson 5カバー)」編曲、「Fallin' Out」コーラスアレンジ、エンジニアリング、「DON'T CRY, LINE ME」「Memories」編曲
- 青山テルマ：「PRAY」編曲、エンジニリング、ミックス「Turn Your Light On」編曲
- 芦沢みゆき：「Wedding Road 〜誓い〜」「あなたという歴史の本をめくれば」作編曲＆ミックス
- シェネル：「好きだよ。～100回の後悔～　（オリジナル：ソナーポケット）」編曲
- BENI：「Your Song（Elton Johnカバー）」編曲
- aile：「SAKURA」編曲＆ミックス
- 佐藤広大：「Magic Carpet Ride」アルバム全曲ミックス、「Song For You」編曲
- DEEP：「You're my everything」作曲、編曲
- 加藤ミリヤ：「One Night Only」編曲、「YOU... feat. 仲宗根泉（HY）」編曲
- 清水翔太：「DREAM」、「LOOKING FOR LOVE」、「側に..」編曲
- jyA-Me：（ヤミー）「嫌いにさせてよ…feat.SHUN」、「Brand New Day」作編曲

### 2013年
- 加藤ミリヤ：「Lonely Hearts」編曲
- aile：「my way」、「mirror」編曲＆ミックス
- BENI：「さつきあめ」編曲、プロデュース、エンジニアリング、「Home Sweet Home」編曲
- AZU：「ただ君を...」助編曲
- 遊助：「花とあれ」作編曲、コーラス
- DEEP：「Missing」（久保田利伸カバー）編曲
- 大国男児：「come back to me」作編曲
- ダイアナ・ガーネット：「ありがとう」（いきものがかりカバー）編曲

### 2012年
- DEEP：「I Believe」（FOHカバー）編曲
- 広瀬香美：「Love again」「キャリーバッグ」編曲、「3S」編曲・コーラス・ミックス、「サヨナラカラ」編曲＆ミックス「Message」「好きで好きで」「アイスクリームとおでん」ミックス
- Charlie：アルバム「Sweet10Covers」全曲、編曲
- 加藤ミリヤ：「True」編曲
- Alice：「BEAUTIFUL feat. 宏実」編曲＆ミックス
- BENI：「LA・LA・LA LOVE SONG」「瞳をとじて」「奏」「One more time,One more chance」「ロビンソン」「Suddenly -ラブ・ストーリーは突然に-」「桜坂」、「ここにしか咲かない花」「TRUE LOVE」「白い恋人達」「歌うたいのバラッド」、「PIECES OF A DREAM」「楽園」「チェリー」「クリスマス・イブ」「はじまりはいつも雨」「I LOVE YOU」「小さな恋のうた」「squall」以上編曲、「最後の嘘」編曲
- 清水翔太：「Picture Perfect」、「Tonight」編曲（本人と共同）、「さよならこの夏に」編曲（本人と共同）
- 沢井美空：「愛しい人」、「青空恋模様」編曲、プロデュース、「指輪～あたし、今日、結婚します。～」（navy&ivoryカバー）編曲
- 大国男児：「離れない離さない」「Pretty Smile」作編曲、「いけない1・2・3」編曲
- AZU：「明日の私」編曲
- Aisha：「Nothing」編曲
- Charlie：Sweet 10 Covers～music for lovers～アルバム全曲編曲
- 宏実：「REASON」「最後の「愛してる」」編曲＆ミックス
- 為岡そのみ：「I'm Here (feat. CIMBA)」編曲＆ミックス

### 2011年
- 為岡そのみ：「Mother」編曲、ミックス
- 清水翔太：「マダオワラナイ」「You&I」「君の声」「flowers」「Forget-me-not」（尾崎豊カバー） 「So Good」編曲
- U（城田優）：「刹那～a sandglass of fate～」作編曲（本人と共同）、「La flor abandonada」「Love & Peace」編曲（本人と共同）
- 山下絵理：「Cinderella Story」「Head Up」編曲、プロデュース（ HI-Dと共同）
- 芦沢みゆき：「Eyes on me」「タイムマシーン」「Polestar」「君へ贈るLOVE」作編曲、プロデュース、ミックス、「Can't stop this feeling」「サクラ〜愛しい君へ〜」編曲＆ミックス
- 青山テルマ：「一人にしないで」編曲
- BENI：「好きだから」「声を聞かせて」編曲
- CHIHIRO：「WOMAN」編曲
- 大国男児：「まだ見ぬその未来へ」編曲
- AISHA：「Love Again」編曲
- Matt Palmer：「Bigger Than Love」「I Wish」「Hold Onto My Hand」「Fall For You」「Rain」「Damn I Wish I Was You Lover」(Sophie B. Hawkinsカバー)「Six Whole Days」「Float Away」「Alone」編曲＆ミックス
- 真崎ゆか：「Secret Love」「Can't Say Goodbye」「眠れないほど feat. WISE」作編曲
- 加藤ミリヤ：「わらの犬」（藤井フミヤカバー）編曲、プロデュース
- KG：「どんなに離れても duet with AZU」(Rearrange ver.)アレンジ、コーラス
- 宏実:「Rain」「I Believe」編曲＆ミックス

### 2010年
- AISHA：「Fallin' 4 U feat.DMC」作編曲
- 伊藤由奈：「守ってあげたい」作編曲
- 青山テルマ：「23」編曲
- 傳田真央：「じゃあね」編曲
- 清水翔太：「君が暮らす街」「Journey」「Starlight」「DAYS」 編曲
- keana：「Need To Know」作編曲＆ミックス
- 加藤ミリヤ：「BYE BYE」「SENSATION」「恋が終わるその時に」編曲、プロデュース
- CHIHIRO：「片思いfeat GIORGIO 13」「Addicted」編曲
- KOHEI JAPAN：「指輪〜You are my life feat.MIHIRO〜マイロ〜」編曲
- JUJU：「そばにいて」編曲、プロデュース
- mihimaru GT：「サヨナラは言わなかった feat.光永亮太」作編曲
- 玉置成実：「さよならしてあげる」、「嘘」作編曲
- nami：「楽園」（平井堅のカバー楽曲）編曲

### 2009年
- 童子-T：「4 ever」「WA RA BE」編曲
- AZU：「CLOSE TO YOU」編曲
- Safarii：「ウソツキ」編曲
- 宏実「Have Yourself A Merry Little Christmas feat Koei Tanaka」（カバー曲）「I Like It feat SWAY」編曲＆ミックス「Why feat Full Of Harmony」作編曲＆ミックス
- 加藤ミリヤ：「WHY」「Aitai」「People」「この街のどこかで」「悲しみブルー」「Dance Tonight」「20 -CRY-」編曲
- Eastwest Boys「Yesterday's Hero」「Leavin'」「Everything」「More Than Words」「Forever」「Apologize」レコーディング・エンジニアリング、「You're The One」コーラスアレンジ
- 遊助 ：「ひまわり」プログラミング、「そよ風」作編曲
- 三浦大知：「Hypnotized」作編曲
- JYONGRI：「First Kiss」編曲
- JUJU：「明日がくるなら -ballad version-」編曲

### 2008年
- Chemistry:「Daydream」作曲
- KOHEI JAPAN：「アニヴァサリー」トラック提供
- 清水翔太：「Miss You」編曲
- Sowelu：「Wish」作曲、編曲
- 芦沢みゆき：「Unlimited」編曲
- 宏実：「Colorful Lady」編曲
- 東方神起：「どうして君を好きになってしまったんだろう? 〜アカペラバージョン」編曲
- RSP：「はんぶんこ」、「Sorry＜Love」作編曲
- Safarii：「打ち上げ花火」編曲
- 加藤ミリヤ：「SAYONARAベイベー」編曲
- 童子-T：「Summer Days Feat. beni <'08 Ver.>」リミックス
- 露崎春女：「Love With U feat Shinichiro Murayama」編曲
- 宇多田ヒカル：「Eternally -Drama Mix-」編曲

### 2007年
- JYONGRI；「Wherever」、「ICHIZU」編曲
- SINGASUN：「TO ALL MY PEOPLE」編曲
- May J.：「LOVE BLOSSOM」作編曲
- Donna：「Close to me」編曲
- 東方神起：「Forever Love 〜a cappella version〜」編曲
- 光永亮太：「Key of Love」「Magic」作編曲

### 2006年
- Full Of Harmony：「Harmony」作詞＆作編曲
- 三浦大知：「Open Your Heart」、「17 Ways」作編曲
- 平原綾香：「I Will Be With You」作詞＆作編曲
- 名取香り：「Lovespace」「realistic」作曲、編曲
- 松田亮治：「Your Everything」作編曲、「E-Love」編曲
- KAMUI：「満月の涙」、「In Your Car」作編曲
- Orange Lounge：「Les filles」リミックス（beatmania IIDX V-Rare Soundtrack 14収録）
- 松たか子：「みんなひとり」編曲&コーラス
- JYONGRI；「My All For You」編曲

### 2005年
- 童子-T：「言葉はじくプロ」「男一匹」トラック制作
- 鈴木雅之：「涙」編曲・コーラス、その他アルバム曲2曲コーラス
- 名取香り：「another truth」作編曲
- 中川晃教：「愛には愛が必要」、「愛したあなた」編曲
- 工藤静香：「Memories」作詞・作編曲・コーラス、「大切なあなたへ」作編曲
- Cry And Feel It：「Life」、「I Pray」編曲
- Full Of Harmony：「音色」編曲、「You&I」作編曲ス
- NHKみんなのうた：「セルの恋」（唄：中川晃教）編曲
- ahhco：「yes i do」作編曲、「Super Drive」編曲
- イ・キチャン：「Blue Stays Blue」編曲
- 加藤ミリヤ：「My Sorrow」作編曲
- Crystal Kay：「涙があふれても」編曲

### 2004年
- 鈴木雅之：「Keyword」「Rats&Star 〜あの一番星へ」編曲&コーラス
- Diva：「Satisfaction Guarantee」作編曲（韓国のみで発売）
- CRY & Feel It：「おきな草」他アルバム曲3曲編曲
- 髙橋真梨子：「心閉ざさないで」作編曲&コーラス
- KAMUI：「Just Time」作編曲&ミックス
- Wang Leehom：「Hear My Voice」他4曲編曲&ミックス
- Ryu：「es cafe」編曲
- LiL'AI：「Roll The Dice」作編曲
- 山本領平：「Fantasy」作編曲&ミックス
- BADA：「Happy Face」作編曲&プロデュース（韓国のみで発売）
- Tony An：사랑은 가질 수 없을 때 더 아름답다 (Love Is More Beautiful When You Can't Have It)編曲（韓国のみで発売）
- 広瀬香美：「日付変更線」編曲
- CHEMISTRY：「白の吐息」編曲、コーラスアレンジ
- 長瀬実夕：「snowy love」編曲、「2 of us」作編曲
- TiA：「be fulfilled」編曲

### 2003年
- BOYSTYLE：「Empty world」編曲&リミックス
- 上戸彩：「PUZZLE」リミックス
- 淳来：「ネガイ」作編曲&ミックス
- Sugar：「TAKE IT SHAKE IT」「real identity」編曲
- Crystal Kay：「Boyfriend 〜Nice & Smooth Version」リミックス
- w-inds.：「Another Days 〜The Real Vibe Remix」リミックス
- SHY：「トビウオ」「テレパシー」編曲、「ロープダンサー」作編曲
- Myco〜CML：「クリスマスにくちづけを」編曲
- KAMUI：「nude」作編曲&ミックス
- melody.：「Crystal Love 〜m & M remix」リミックス
- CRY & Feel It：「THERE MUST BE AN ANGEL」（カバー）、編曲
- 太陽にほえろREMIXIES収録「メドレー 〜Grooce-on-demand Remix」リミックス
- Sowelu：「Glisten」編曲

### 2002年
- MIKIKO：「214」「I wanna be…」「冬の熱帯魚」「ふたり」作編曲、「DANCE!」「Summer time」「Rainy Nights」編曲
- 今井絵理子：「Don't stop the music 〜Hyper Groove Remix」リミックス
- Lyrico：「Flowers」編曲
- 平井堅：「ex-girlfriend」作編曲
- Baby.M：「usual girl」作編曲
- 上戸彩：「PUZZLE」作編曲
- BOYSTYLE：「CHI-CHI'N'PUIPUI」作編曲

### 2001年
- hiro:n：「マーガレット」リミックス
- 小泉今日子：「Sha na na」編曲
- 笹本安詞&下町兄弟：「ミモザの咲く頃2001」編曲
- 宇多田ヒカル：「サングラス」「Eternally」「言葉にならない気持ち」編曲
- NEO：「Premier」作編曲
- 中川晃教：「shape of my love」編曲
- 松田亮治：「As you are...」他2曲作編曲&ミックス

### 2000年
- 池間アカネ：「Malam Jam」編曲
- Mylin：「Sunday Morning in LA」作編曲
- beatmania II DX 3rd Style搭載「Let's Talk It Over」「Dream」作編曲
- Charlotte：「SKIN」リミックス
- 酒井法子：「Miss You」「Miracle」作編曲
- 篠原涼子：「リズムとルール」編曲
- SING LIKE TALKING：「Together」リミックス
- EARTH：「time after time 〜Beat Gallery Remix」リミクッス
- 平井堅：「K.O.L」作編曲、プロデュース
- SILVA：「赤いバラ」「Baby Doll」作曲
- Atomic Kitten：「Daydream Believer 〜Beat Gallery Remix」リミックス
- 上原多香子：「first wing」「ONE DRIP OF WATER」「for you」編曲
- MAX：「バラ色の日々 〜Bless Beat Mix」リミックス
- HINA：「1/永遠のメロディー」作編曲
- hiro:n：「eternity」編曲
- Jas@mine：「再生」「cheating Girl」作編曲
- Querer：「満月」「A Song for U」「天使の傷」作編曲
- 古内東子：「Dark ocean」「一度だけ」編曲、「あの歌」「くすり指」プログラミング
- Sin：「NIGHT TOO BRIGHT」「ROOTS」作編曲
- NEO：「Lady Lady」作編曲

### 1999年以前（代表作品のみ）
- B-LAND：「1999」編曲
- 宇多田ヒカル：「Movin' on without you」「In My Room」編曲
- SILVA：「Color」「smile」「Couples」作編曲
- 池間アカネ：「BiruPulau」リミックス
- 太陽とシスコムーン：「Everyday Everywhere」「Magic of Love」編曲
- ココナッツ娘：「ズルい女 〜English Version」編曲
- SHIN Murayama名義にてミニアルバム「Triangle」をリリース